# 巴伐利亞人民黨
巴伐利亞人民黨（德語：Bayerische Volkspartei）是德国魏玛共和国时期巴伐利亚州的天主教政党，于1918年从德国中央党分裂而成，以追求更为保守和符合巴伐利亚特色的路线。该党在巴伐利亚州一直有比其他党更多的国会议席且该党党员长期担任州长。1933年纳粹党上台后，该党解散。